# Compagnia britannica dell'Africa Orientale
La Compagnia Britannica dell'Africa Orientale (in inglese: Imperial British East Africa Company - IBEAC) era l'organo di amministrazione dell'Africa Orientale Britannica che è stato l'ente precursore del Protettorato dell'Africa Orientale.
L'IBEAC era un'organizzazione commerciale fondata allo scopo di sviluppare i commerci nelle aree dell'Africa controllate dall'Impero britannico.
La compagnia fu creata in seguito alla Conferenza di Berlino del 1884-1885 e inizialmente fu guidata da William Mackinnon che la modellò, con il beneplacito del governo britannico, ad uso delle sue personali attività commerciali nella regione.
Porto principale della compagnia fu la città di Mombasa, l'ufficio amministrativo si trovava invece 80 km a sud, a Shimoni.
L'IBEAC amministrava un'area estesa circa 639,209 km² situati lungo la costa orientale dell'Africa, dal 1890 amministrò anche l'Uganda.
Il 1º luglio del 1895 l'amministrazione dell'Africa Orientale Britannica fu trasferita al Foreign Office, analoga sorte toccò all'Uganda nel 1896.